# Формула мести
«Фо́рмула мести» — российский телесериал режиссёра Сергея Коротаева, снятый в 2019 году. Премьера состоялась 21 октября 2019 года на Первом канале. Сериал является шестым по счёту в серии цикла о майоре Черкасове.

## Сюжет
События шестого многосерийного фильма происходят в 1977 году. Майор Черкасов приступает к расследованию гибели студента архитектурного института. Его мать вскоре после трагедии убивает отчим молодого человека. Расследование приводит Черкасова на ипподром, где погибает жокей, а позже тело работника ипподрома находят на окраине города. Эти смерти объединяет одно и то же наркотическое вещество, а следы ведут к обитателям элитного дома, частых посетителей ипподрома. Перед Черкасовым стоит задача установить не только непосредственного убийцу, но и организатора этих преступлений.

## В ролях
- Андрей Смоляков — Иван Петрович Черкасов, майор милиции
- Марина Александрова — Софья Борисовна Тимофеева, начальник отдела МУРа
- Сергей Гармаш — Вадим Степанович Бузырёв, наркодилер
- Сергей Степанченко — Геннадий Иванович Рюхин, капитан милиции, начальник отделения при ипподроме
- Алексей Бардуков — Алексей Гаркуша, старший лейтенант милиции
- Александр Голубев — Егор Осадчий, сержант милиции
- Вадим Андреев — Фёдор Григорьевич Саблин, генерал-майор милиции, начальник ГУВД Москвы
- Юрий Тарасов — Никита Васильевич Пожидаев, подполковник милиции, начальник МУРа
- Луиза Мосендз — Зинаида Васильевна Кац, судмедэксперт
- Владимир Юматов — Григорий Михайлович Чудовский, редактор газеты «Советская Трибуна», фронтовой друг Черкасова
- Сергей Угрюмов — Роберт Михайлович Лебедев, полковник КГБ
- Дмитрий Куличков — Александр Сергеевич Коковкин, лейтенант КГБ
- Даниэла Стоянович — Маргарита Семёновна Карпухина, жена Черкасова
- Денис Бургазлиев — Олег Дмитриевич Карпухин, бывший муж Маргариты
- Александр Дробитько — Слава Карпухин, сын Маргариты и Олега, пасынок Черкасова, старшина милиции, участковый инспектор
- Юрий Чурсин — Стас (Станислав Петрович) Шелест, художник
- Софья Евстигнеева — Юля Медникова, жена Стаса Шелеста
- Лариса Удовиченко — Нина Павловна Медникова, мать Юли
- Александр Лазарев-мл. — Владимир Ильич Калашников, народный артист
- Дарья Урсуляк — Аглая Кочерина, актриса
- Евгения Крюкова — Галина Калашникова, сестра Владимира
- Игорь Ясулович — Калашников-старший, отец Галины и Владимира
- Евгений Перевалов — Кочерин, муж Аглаи, учёный
- Светлана Немоляева — генеральша (Евгения Васильевна), вдова генерала Макарова
- Ангелина Пахомова — Женя Макарова, внучка генеральши
- Сергей Волков — Сергей, жених Жени Макаровой
- Алексей Барабаш — Игорь Михайлович Погодин, певец, народный артист
- Дмитрий Астрахан — «Маэстро» (модельер Рудников)
- Галина Бокашевская — Элла Геннадьевна, кассир на ипподроме
- Александра Куликова — Нина Ивановна Бузырёва
- Иван Агапов — Васин, кладовщик химкомбината
- Сергей Колешня — Крутиков, капитан милиции
- Юрий Лопарёв — «Григорьич», сосед Черкасова по коммуналке
- Владислав Пьявко — Щёлоков
- Полина Пушкарук — лейтенант Авдеева Анфиса Васильевна, сотрудник архива